# Emanuel Moravec

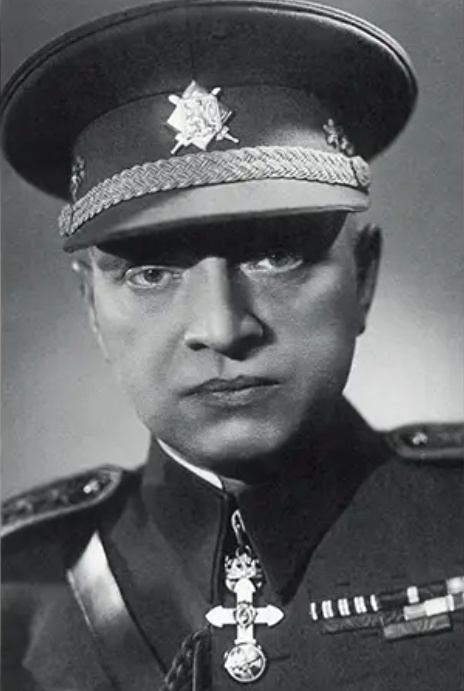
Emanuel Moravec in der Uniform eines Obersts des Generalstabs der tschechoslowakischen Armee (1935)

Emanuel Moravec (* 17. April 1893 in Prag, Böhmen; † 5. Mai 1945 ebenda) war ein hochrangiger tschechischer Militär, Politiker und Buchautor. In die Geschichte ging er als Symbolfigur der Kollaboration mit den deutschen Nationalsozialisten während des Protektorats Böhmen und Mähren ein.
Im Ersten Weltkrieg kämpfte Moravec in den Tschechoslowakischen Legionen gegen die Österreichisch-Ungarische Monarchie. Nach dem Krieg diente er als Offizier in der Tschechoslowakischen Armee und warnte als ein viel beachteter Militärexperte vor den Expansionsplänen Hitlers. Im Protektorat Böhmen und Mähren schlug er sich jedoch auf die Seite des Besatzungsregimes und wandelte sich zu einem aktiven Propagandisten des Nationalsozialismus und der Eingliederung von Böhmen und Mähren in das Dritte Reich. Die Deutschen ernannten ihn zum Minister für Bildung und Volksaufklärung der Protektoratsregierung und zum Vorsitzenden des nationalsozialistischen Kuratoriums für die Jugenderziehung in Böhmen und Mähren. In den letzten Tagen des Zweiten Weltkriegs nahm er sich das Leben.

## Legionär im Ersten Weltkrieg

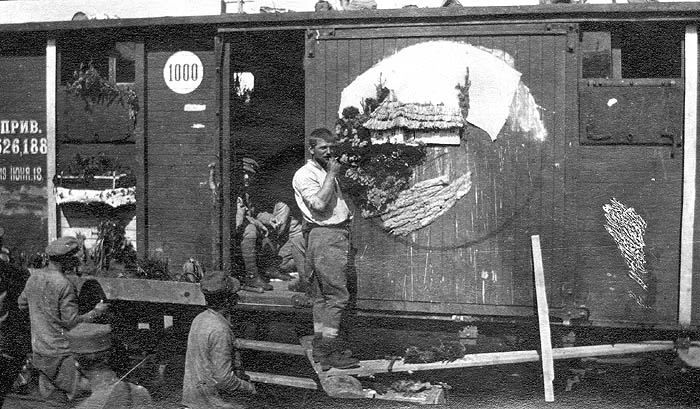
Soldaten der Tschechoslowakischen Legionen in Sibirien

Emanuel Moravec stammte aus einer Prager Kaufmannsfamilie. Seine Eltern waren Jan Peter Moravec und Malvína, geborene Sapinová. Er absolvierte eine höhere Technikerschule in Prag und schloss sie im Juli 1912 mit Abitur ab. Im Jahr 1911 trat er demonstrativ aus der katholischen Kirche aus. Wie viele seiner Zeitgenossen war auch er davon überzeugt, dass die katholische Kirche dem tschechischen Volk gegenüber feindlich eingestellt sei und den Habsburgern helfe, es zu unterdrücken.
Als am 28. Juli 1914 der Erste Weltkrieg ausbrach, wurde er gleich am ersten Tag in die k. u. k. Armee eingezogen. Er absolvierte in Salzburg eine Freiwilligenausbildung und wurde als Offiziersanwärter und Führer einer Maschinengewehrabteilung an die Ostfront nach Galizien geschickt. Zusammen mit vielen anderen Tschechen ergab er sich den Russen im März 1915. Diese brachten ihn ins Gefangenenlager nach Samarkand. Moravec wollte sich der tschechischen Freiwilligeneinheit Česká družina („Tschechische Garde“) anschließen, um gegen die Österreicher zu kämpfen. Als dies nicht gelang, trat er in die Erste Serbische Freiwilligendivision ein. Sie bestand aus ehemaligen serbischen Kriegsgefangenen und anderen Angehörigen slawischer Völker, die auf russischer Seite kämpften. Bei heftigen Kämpfen an der bulgarischen Front in der Dobrudscha wurde er im September 1916 verwundet und verbrachte sechs Monate in einem Militärkrankenhaus in Odessa.

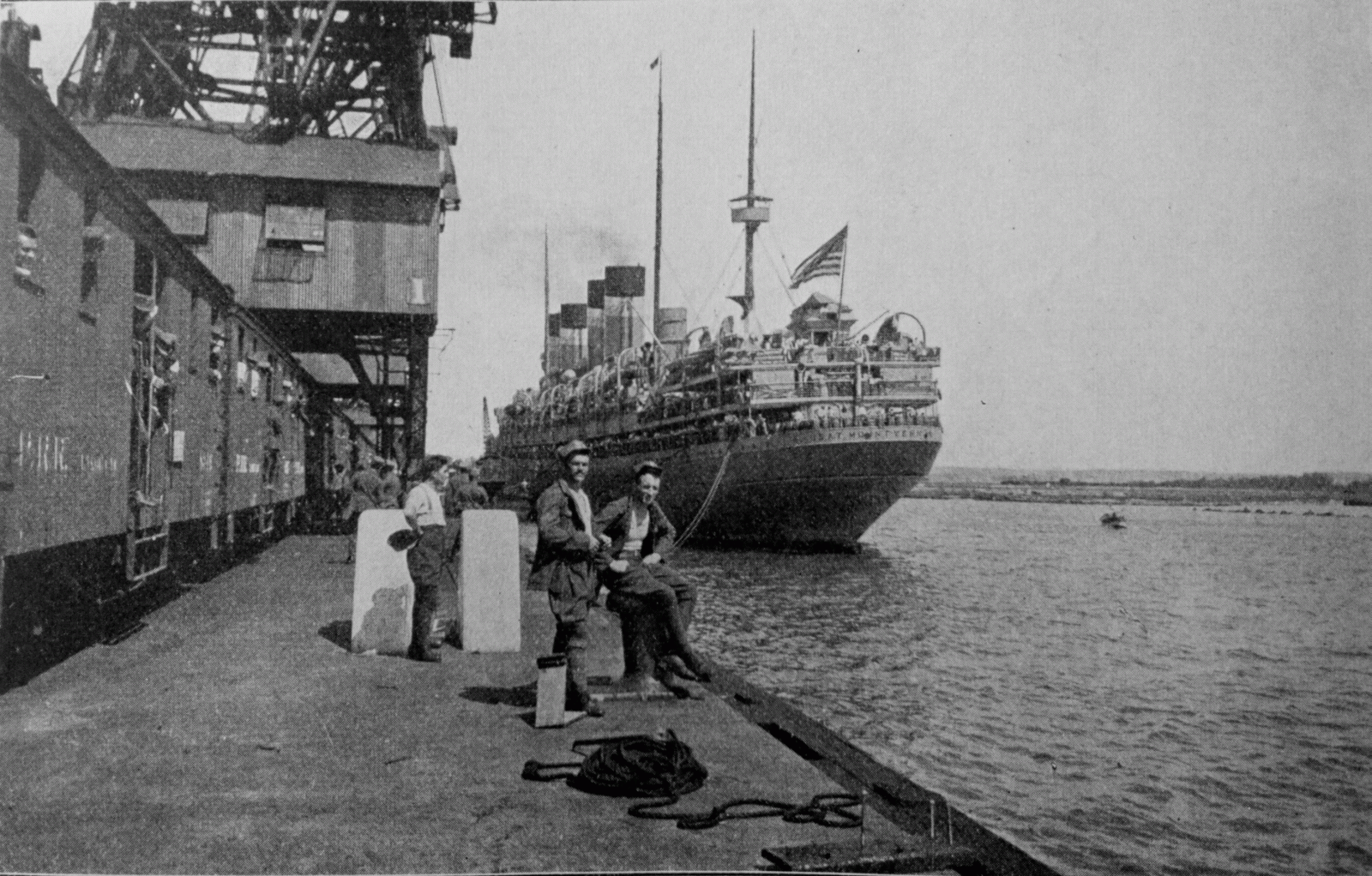
Das Transportschiff Mount Vernon

Danach trat er in die Tschechoslowakischen Legionen ein. Tschechen und Slowaken im russischen Exil gründeten diese zusammen mit Deserteuren der Gemeinsamen Armee im Sommer 1917, um gegen die Monarchie und für eine unabhängige Tschechoslowakei zu kämpfen. Er meldete sich im ukrainischen Boryspil beim 6. Tschechoslowakischen Regiment. Um den Offiziersgrad zu erhalten, gab er bei der Registrierung fälschlicherweise an, Maschinenbau studiert zu haben und einen Ingenieursabschluss zu besitzen. In Boryspil begegnete er zum ersten Mal dem späteren Präsidenten Tomáš Garrigue Masaryk, der ihn tief beeindruckte und für ihn zu einer Autorität und zum Vorbild wurde.
Nach der Oktoberrevolution 1917 und dem Ausbruch des Bürgerkrieges in Russland vereinbarte Masaryk mit den Bolschewiki den Abzug der Tschechoslowakischen Legionen über Wladiwostok nach Europa. Bei Kämpfen um das Dorf Bogandinski an der Transsibirischen Eisenbahn brach sich Emanuel Moravec bei einem Sturz vom Pferd das Schlüsselbein und verbrachte mehrere Wochen im Krankenhaus in Omsk. Bei dieser Gelegenheit begann er über militärische Themen zu schreiben. Seinen ersten Artikel mit dem Titel Befestigungen druckte die Legionärszeitung im Sommer 1918 ab. Hunderte weitere folgten. General Milan Rastislav Štefánik wurde auf seine Arbeiten aufmerksam und berief ihn in den nachrichtendienstlichen Stab des tschechoslowakischen Kriegsministeriums in Sibirien und zum Kommandeur der technischen Abteilung in Wladiwostok. Im April 1920 bestieg Moravec in Wladiwostok das amerikanische Schiff Mount Vernon und erreichte im August desselben Jahres Europa.

## In der Tschechoslowakischen Armee

### Militärische Karriere
Nach seiner Rückkehr in die Tschechoslowakei nahm Emanuel Moravec das Angebot des Verteidigungsministeriums an und trat in die neu gebildete Tschechoslowakische Armee ein. Die Armeeführung schickte ihn gleich im September 1920 als Geheimdienstoffizier in die Karpatenukraine nach Užhorod, wo die Armee den feindlichen Ungarn gegenüberstand. Seine Vorgesetzten gaben ihm ausgezeichnete Beurteilungen und sandten ihn zur weiteren Ausbildung an die Militärhochschule in Prag. Noch vor dem Schulabschluss wurde er dort im Jahr 1923 zum Major befördert. In den Jahren 1923–1927 diente Moravec in der Militärkommandantur in Prag. Im Jahr 1926 hat eine interne Untersuchung finanzielle Unregelmäßigkeiten in seiner Abteilung aufgedeckt. Er wurde versetzt und als Kommandeur des 1. Feldbataillons des 24. Infanterieregiments in das südmährische Znojmo und später weiter in das slowakische Michalovce geschickt.
Im Jahr 1931 berief ihn die Armeeführung zum Dozenten für Militärgeschichte an die Prager Militärhochschule. Im Oktober 1936 wurde er zum Kommandeur des 28. Prager Infanterieregiments im Rang eines Obersten im Generalstab befördert.
In den 1930er Jahren unterstützte er aktiv die Politik des Präsidenten Masaryk und des Außenministers Edvard Beneš. Als Ausdruck seiner Bewunderung sammelte er Ansprachen, die der Präsident bei verschiedenen Gelegenheiten an die Soldaten hielt und gab sie heraus (Projevy presidenta T.G. Masaryka k vojsku). Bei der Beisetzung Masaryks im Jahr 1937 führte er den militärischen Begleitzug durch Prag an und stand Ehrenwache an seinem Grab.

### Publizist
Neben seiner militärischen Karriere und der Lehre entwickelte Emanuel Moravec eine rege publizistische Tätigkeit. Mit dem Schreiben begann er schon als Legionär in Russland. Während der Rückreise in die Tschechoslowakei verfasste er Beiträge für die Schiffszeitung „Návrat“ (Rückkehr).
Seit 1928 schrieb er regelmäßig für die renommierte Zeitschrift Přítomnost, und seit 1932 auch für die Tageszeitung Lidové noviny. Er widmete sich militärischen und politischen Themen, kommentierte militärische Konflikte in aller Welt und beobachtete aufmerksam die Aufrüstung vor allem von Deutschland und der Sowjetunion. Für seinen Beitrag zum zwanzigsten Jahrestag der Schlacht bei Zborów gewann er den begehrten Baťa-Preis für den besten journalistischen Artikel. Daneben befasste sich auch mit der tschechoslowakischen Verteidigungsstrategie. In seinem Artikel „Jak se povede příští válka“ (Wie der künftige Krieg geführt wird) untersuchte er z. B., welche Möglichkeiten der Verteidigung die Tschechoslowakei hätte, wenn sie von Deutschland, Österreich und Ungarn angegriffen würde. Meistens veröffentlichte er in dieser Zeit unter dem Pseudonym Stanislav Yester.
Das Schreiben war für Moravec mehr als ein Hobby. Obwohl er einen hohen Sold bezog, fühlte er sich von der Armee unterbezahlt und klagte häufig über seine finanzielle Situation. Mit den Honoraren versuchte er, seinen aufwendigen Lebensstil zu finanzieren.
Präsident Masaryk wurde auf den jungen, fähigen und äußerst aktiven Offizier aufmerksam. Auf dessen Anregung hin schrieb Moravec seine beiden wichtigsten Werke, „Vojáci a doba“ (Soldaten in unserer Zeit) und „Obrana státu“ (Verteidigung des Staates). Darin sollte er die Verteidigungsstrategie der jungen tschechoslowakischen Republik darlegen. Die Bücher lösten jedoch kontroverse Diskussionen sowie Widerstand in der Armeeführung aus. Moravec zeigte seine Nähe zur autoritären „Demokratie der starken Hand“ und zum italienischen Faschismus. Im nationalsozialistischen Deutschland sah er die größte Gefahr für die Tschechoslowakei. Er zweifelte an dem traditionellen Bündnis mit Frankreich und empfahl, sich mehr an Polen und Italien zu orientieren. Nach dem italienischen Angriffskrieg in Äthiopien erschien sein Buch „Válečné možnosti ve střední Evropě a tažení v Habeši“ (Kriegsmöglichkeiten in Mitteleuropa und Feldzug in Abessinien). Darin drückte er seine Bewunderung für das faschistische Italien aus.
Trotz der Kritik, die Moravec in Militärkreisen für einige seiner Artikel und Bücher erhielt, genoss er als Autor und Militärexperte in der Republik ein hohes Ansehen.

## Münchener Abkommen

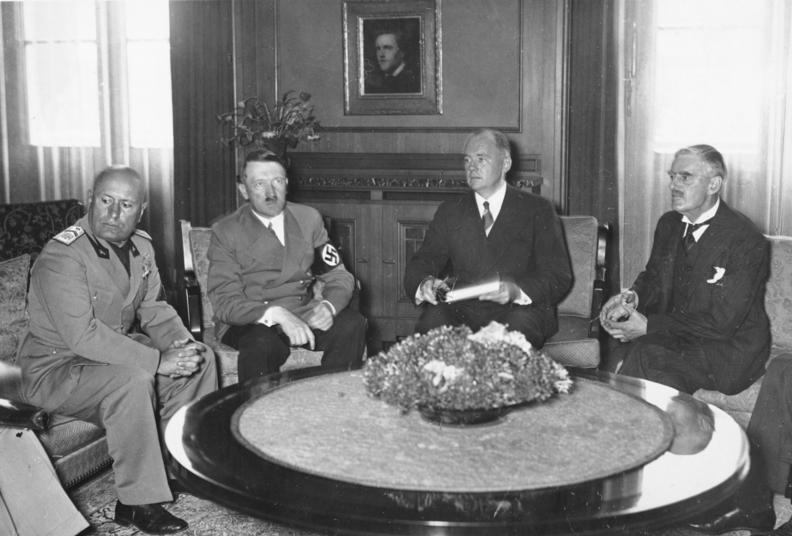
Münchener Konferenz am 29. September 1938, v. l. n. r.: Mussolini, Hitler, Dolmetscher Paul Otto G. Schmidt, Chamberlain

Als im Jahr 1938 die sogenannte Sudetenkrise eskalierte, forderte Moravec zum Widerstand auf und wandte sich gegen die Appeasement-Politik Frankreichs und Großbritanniens. Am 21. September 1938 warnte er in den Lidové noviny: „Die Verstümmelung der Tschechoslowakei kann den Zusammenstoß des Dritten Reiches mit dem Westen nicht verhindern. Sie beschleunigt es vielmehr … Es geht heute nicht um die Tschechoslowakische Republik. Es geht darum, wer eines Tages Europa beherrschen wird.“
Nach dem Rücktritt der tschechoslowakischen Regierung ernannte Präsident Edvard Beneš General Jan Syrový zum Ministerpräsidenten. General Syrový rechnete mit der Hilfe von Frankreich und Großbritannien und rief am 23. September als Reaktion auf Hitlers Drohungen eine allgemeine Mobilmachung aus. Trotzdem schlossen 30. September 1938 die Vertreter von Frankreich, Großbritannien und Italien mit Hitler das Münchener Abkommen und forderten die Tschechoslowakei auf, die Sudetengebiete an Hitler abzutreten. Präsident Beneš fühlte sich von den Verbündeten verraten und sah keine andere Möglichkeit, als zuzustimmen.

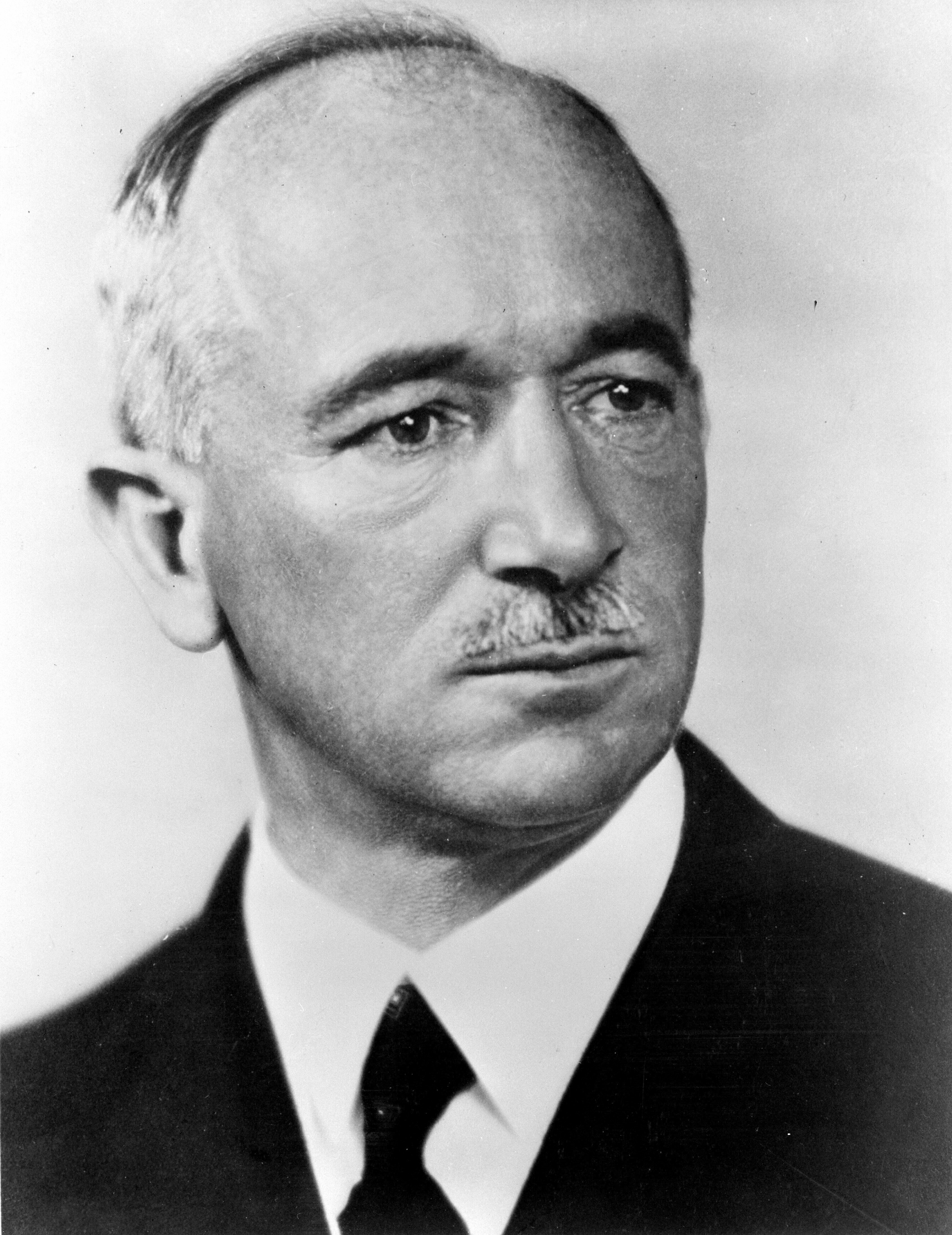
Präsident Edvard Beneš

Im Rahmen der Mobilmachung wurde Emanuel Moravec in den Generalstab nach Znojmo beordert. Hier, an einer schlecht gesicherten Grenze zu Österreich, hatte die Armee einen Angriff der Wehrmacht erwartet. Doch Moravec hielt die Unsicherheit über den weiteren Kurs der Regierung nicht aus. Am 28. September fuhr er nach Prag, erzwang eine Audienz beim Präsidenten und wollte ihn überzeugen, vor den deutschen Forderungen nicht zu kapitulieren. Über diese Begegnung sagte Moravec später: „Ich schrie ihn an: Erklären Sie den Krieg! Über was beraten Sie noch? Erklären Sie den Krieg, sonst sind wir verloren!“. Doch Präsident Beneš lehnte ab.
Am 2. Oktober kam es zu einer weiteren Begegnung mit Präsidenten Beneš. Diesmal kam Moravec als Vertreter des vor Kurzem gegründeten Komitees zur Verteidigung der Republik (Výbor na obranu republiky), einer Gruppe von Politikern und hochrangigen Militärs, die das „Münchener Diktat“ ablehnte und zur Verteidigung der Republik aufrief. Das Gespräch dauerte zwei Stunden und endete mit einem Streit. Voll Verachtung kommentierte Moravec später: „Ich fand ihn erschrocken, hilflos und unsicher, wie einen Jungen, der verprügelt wurde. Das war kein Mann. Ich habe mich geschämt, dass wir diesem Bündel Elend vertraut hatten.“.
Für Moravec, wie auch für die Mehrheit seiner Landsleute, war die Unterzeichnung des Münchner Abkommens eine herbe Enttäuschung, die in ihren Augen die westlichen Demokratien und die tschechoslowakische Bündnispolitik diskreditierte. Moravec hasste seitdem Edvard Beneš ganz offen. Wegen dieser unverhohlen feindseligen Haltung gegenüber der Regierung und dem Präsidenten musste er die Militärhochschule verlassen, und die Armeeführung verbot ihm zu publizieren. Moravec hielt sich jedoch nicht daran und schrieb unter dem Pseudonym „E. Herold“ weiter.

## Im Protektorat Böhmen und Mähren

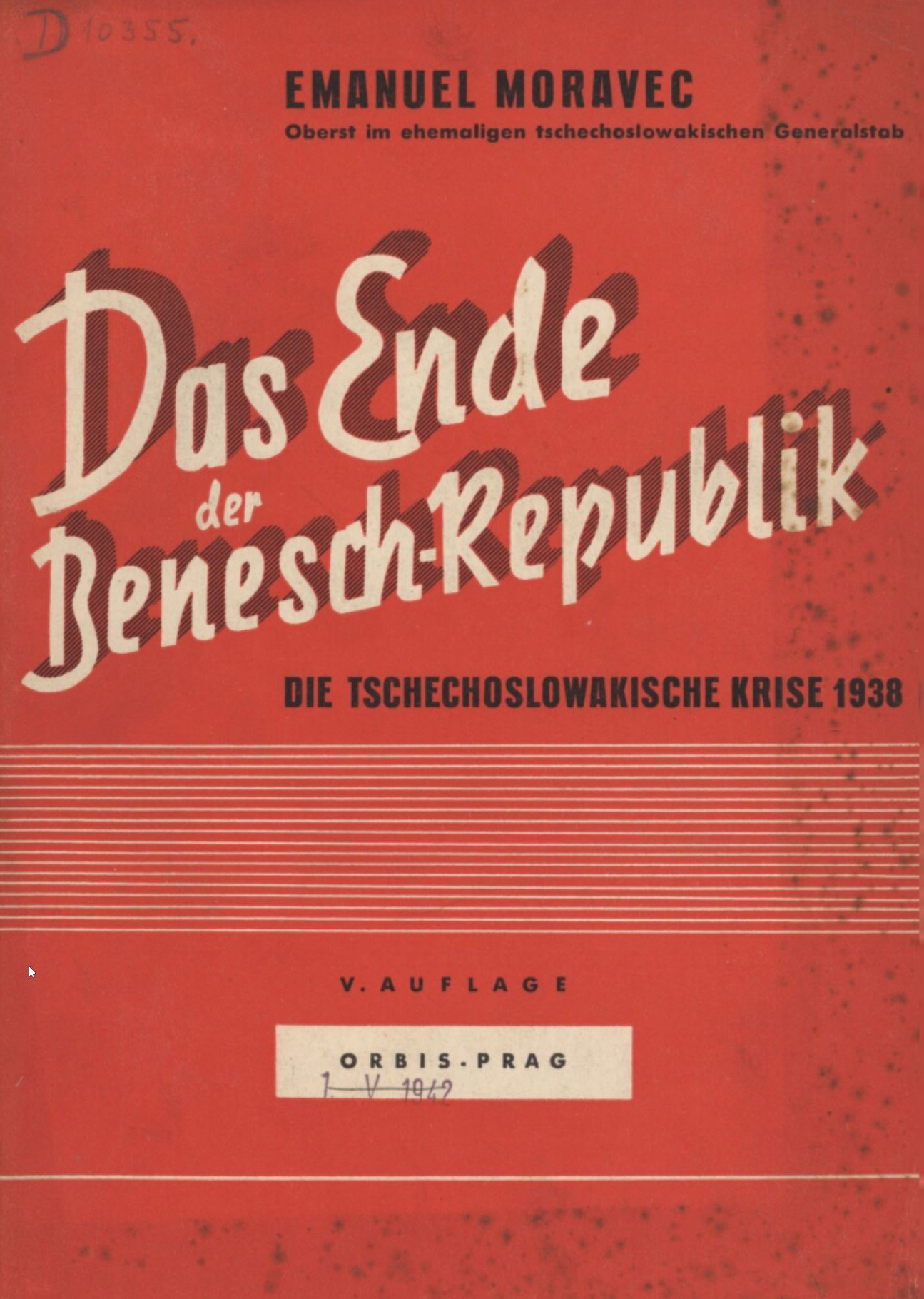
Titelblatt des Buches Das Ende der Benesch-Republik – die tschechoslowakische Krise 1938, Prag 1942

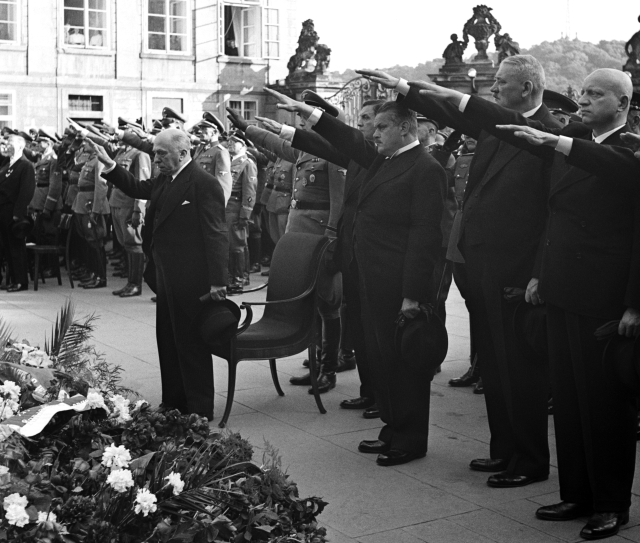
Emil Hácha, Emanuel Moravec und weitere Mitglieder der Protektoratsregierung, Juni 1942

Am 15. März 1939 besetzte die deutsche Wehrmacht das im nationalsozialistischen Jargon als Rest-Tschechei bezeichnete Land, am Tag darauf wurde das Protektorat Böhmen und Mähren ausgerufen. Moravec musste befürchten, für sein früheres offensives Auftreten gegen Deutschland verhaftet und hingerichtet zu werden. Er war daher überrascht, als ihm von deutscher Seite eine Zusammenarbeit angeboten und ihm sogar ermöglicht wurde, sein neuestes Buch V úloze mouřenína – Československá tragedie 1938 (In der Rolle des Mohren – Die tschechoslowakische Tragödie 1938) zu veröffentlichen. Auf Deutsch erschien es unter dem Titel Das Ende der Benesch-Republik. Das Buch ist eine radikale Abrechnung mit Edvard Beneš und seiner Außenpolitik. Die tschechoslowakische Republik erfüllte laut Moravec die Rolle des dienstbaren Mohren. Der Westen erkaufte sich auf deren Konto für eine kurze Zeit den Frieden und ließ sie dann fallen. Jetzt, da der Rest des Landes in das Dritte Reich einverleibt ist, gibt es nur die Möglichkeit mit Deutschland eng zusammenzuarbeiten. Moravec schrieb: „unsere Politik muss, ob wir es wollen oder nicht, am Ende ein gutes Verhältnis zu Deutschland finden.“
Die Nationalsozialisten luden ihn zu einer Rundreise durch Deutschland ein, von der Moravec begeistert zurückkehrte. „Hier ist Ordnung, Disziplin, Kraft und Stärke!“ schilderte er seine Eindrücke. Er erhielt die Möglichkeit, als Kommentator für den Tschechoslowakischen Rundfunk zu arbeiten. Seine regelmäßigen Sendungen (zuerst monatlich, ab Mai 1940 wöchentlich) gab er im Buch „Ve službách nové Evropy“ (Im Dienst des neuen Europa) heraus.
Emanuel Moravec entschied sich für eine vollständige und vorbehaltlose Kollaboration mit den Besatzern und wurde zu einem aktiven und begeisterten Propagandisten des Nationalsozialismus. Er arbeitete mit dem nationalsozialistischen Geheimdienst SD zusammen und unterhielt auch Kontakte zum Staatssekretär Karl Hermann Frank. Für die Tschechen im Protektorat wurde er zu einer der am meisten verachteten und gehassten Personen. Als im Oktober 1941 Reinhard Heydrich nach Prag kam, besuchte ihn Moravec persönlich und schwor dem neu ernannten stellvertretenden Reichsprotektor und dem Dritten Reich die Treue.

### Minister für Bildung und Volksaufklärung

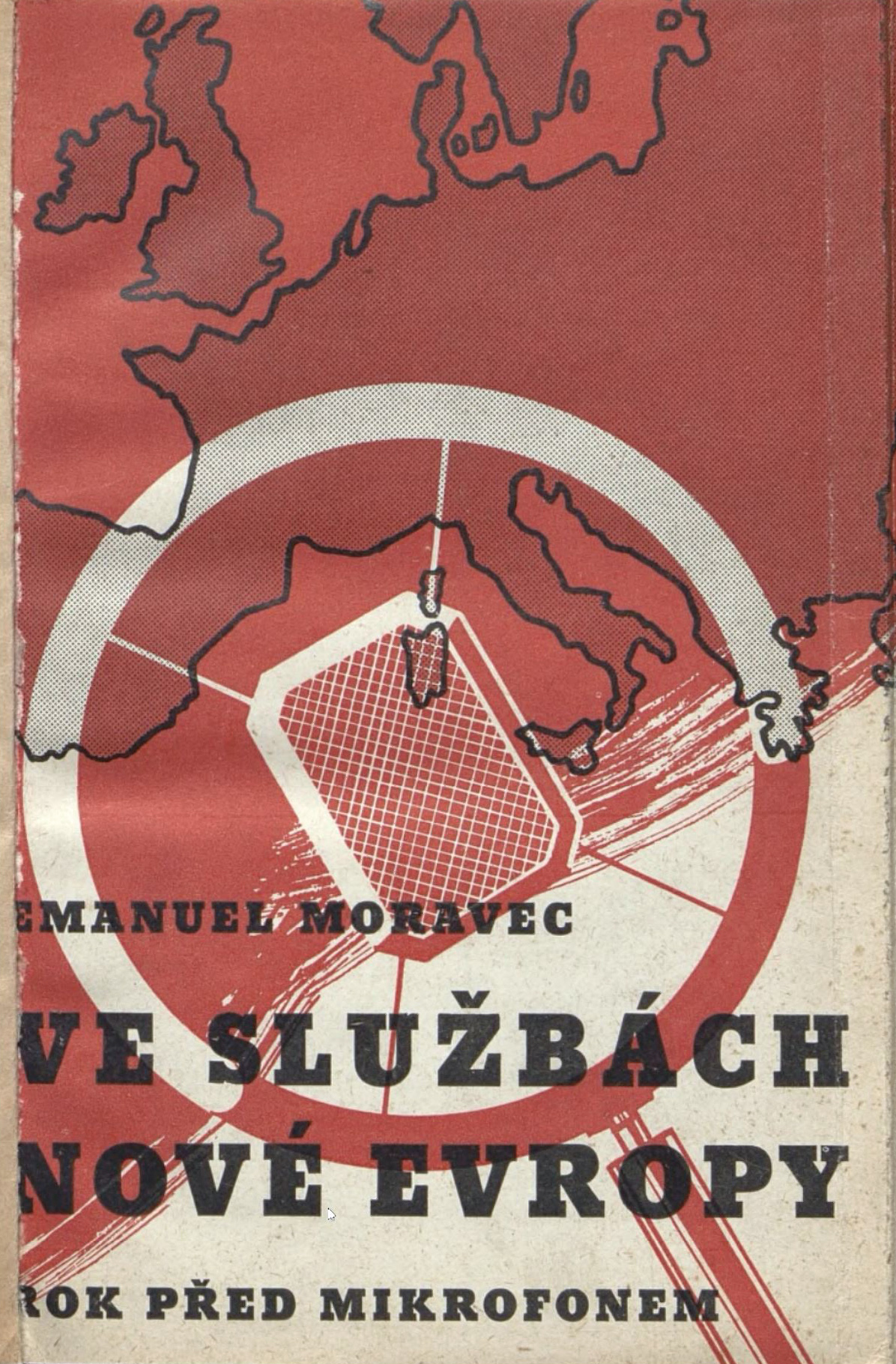
Titelblatt des Buches Ve službách nové Evropy – rok před mikrofonem. Praha 1940.

Heydrich setzte bei Präsident Emil Hácha durch, dass Moravec 1942 als Minister für Bildung und Volksaufklärung in die Protektoratsregierung berufen wurde. Moravec war das einflussreichste Regierungsmitglied, setzte im Protektorat die Politik des Dritten Reiches konsequent durch und war von den anderen Ministern gefürchtet.
Im Jahr 1942 ernannte ihn Heydrich zum Vorsitzenden des Kuratoriums für die Jugenderziehung in Böhmen und Mähren (Kuratorium pro výchovu mládeže v Čechách a na Moravě, KVMČM). Diese Massenorganisation für Jugendliche zwischen 10 und 18 Jahren sollte die Jugendlichen im Geist des Nationalsozialismus und zur Loyalität gegenüber dem Dritten Reich erziehen. Ihr Vorbild war die Hitlerjugend. Moravec forderte: „Führt die tschechische Jugend geistig in das Reich!“ In seiner Funktion als Bildungsminister führte Moravec die deutsche Sprache als Pflichtfach an allen Schulen ein und erklärte, dass Deutsch die Verkehrssprache Europas werden wird. Er verkündete die dauerhafte Schließung der tschechischen Universitäten. Die Deutschen hatten sie 1939 im Zuge der „Sonderaktion Prag“ für vorerst drei Jahre geschlossen.
Moravec war Mitbegründer der Tschechischen Liga gegen Bolschewismus (Česká liga proti bolševismu). Die im Januar 1944 gegründete Organisation war dem Bildungsministerium von Moravec unterstellt und sollte antisowjetische Propaganda verbreiten und Deutschland als Retter der europäischen Zivilisation darstellen.
Einen Höhepunkt seiner politischen Karriere erreichte Moravec nach dem Attentat auf Reinhard Heydrich im Mai 1942. Als Redner bei unzähligen Volksversammlungen schwor er im Namen des tschechischen Volkes dem Dritten Reich die Treue und forderte eine unerbittliche Bestrafung der Attentäter. Auf seine Initiative hin versprach die Protektoratsregierung eine Belohnung von 10 Millionen Kronen für die Ergreifung der Attentäter.
1943 erreichte Moravec bei den deutschen Protektoratsbehörden die Auflösung der tschechischen faschistischen Kleinparteien Vlajka (Die Flagge) und Národní obec fašistická (Nationale Faschistische Gemeinde). Damit entledigte er sich politischer Konkurrenten und konnte seine Vorstellungen von der Kollaboration ungehindert realisieren.

### Antisemitismus
In seiner Amtszeit als Bildungsminister übernahm Moravec den Antisemitismus der Nationalsozialisten. In seinen Augen kämpfte Deutschland, um die Welt vor dem Judentum zu retten: „Das Neue Europa ist einig im Kampf gegen das Judentum, das die treibende Kraft des Kapitalismus und das zersetzende Element des Sozialismus ist.“ Moravec machte die Juden auch für die Spannungen zwischen den Tschechen und den Deutschen nach 1933 verantwortlich: „Die britisch-französischen strategischen Interessen verbanden sich mit den Interessen des jüdischen Kapitals und führten zu einer künstlichen Eskalation des tschechischen Hasses auf das deutsche Volk.“ Aber die Tschechen würden laut Moravec noch lernen, die Vorteile, die ihnen Deutschland bietet, zu genießen, denn „weil die Juden aus dem deutschen Volk ausgeschlossen wurden, sind die Agenten des Kapitalismus in Deutschland machtlos geworden.“
In seinen Büchern übernahm er das antisemitische nationalsozialistische Vokabular. Im Buch Děje a bludy (Tatsachen und Irrtümer) schrieb er: „Die Juden unterwarfen und zersetzten die arische Rasse.“ Und: „Die jüdische Kultur hat andere Kulturen nur geschwächt und verstümmelt.“ Die jüdische Welt sei „ohne Adel und Ritterlichkeit, ohne Herz und Liebe“, eine Welt in der „Mut durch List, Weisheit durch Durchtriebenheit und Charakter durch Berechnung und Grausamkeit ersetzt wird“.

### Ziel eines Attentates
Die Tschechoslowakische Exilregierung in London befürchtete, dass die Auftritte von Moravec den Ruf der Tschechoslowakei im Ausland nachhaltig beschädigen werden. Sie beschloss daher, ihn zu liquidieren. Diese Aufgabe sollte ein Fallschirmjägerkommando mit dem Codenamen TIN erfüllen. Aber die Gestapo spürte die beiden beauftragten Fallschirmjäger Ludvík Cupal und Jaroslav Švarc auf. Sie starben, bevor sie ihren Auftrag erfüllen konnten.

## Tod
Moravec hielt dem Deutschen Reich bis zum Ende des Krieges die Treue. Als am 5. Mai 1945 der Prager Aufstand ausbrach, sollte er auf Wunsch des Staatssekretärs Karl Herrmann Frank im Radio sprechen und die Lage beruhigen. Das Prager Rundfunkgebäude war bereits in der Hand von Aufständischen, die Ansprache sollte deshalb von einem Studio in Mělník ausgestrahlt werden. Moravec wurde von der Schutzpolizei abgeholt und fuhr zuerst zum Palais Czernin, dem Sitz des stellvertretenden Reichsprotektors auf der Prager Burg, um dort nähere Instruktionen zu erhalten. Dem Fahrzeug ging unterwegs das Benzin aus. Moravec war klar, welches Schicksal ihn erwartete, sollte er in die Hände der Aufständischen geraten. Er tötete sich mit einem Revolverschuss in den Kopf.

## Ehen und Kinder
Emanuel Moravec war dreimal verheiratet. Im Januar 1920 heiratete er in Wladiwostok die damals 17-jährige Helena Georgijevna Beka, die er als Kriegsgefangener in Samarkand kennengelernt hatte. Sie war eine enge Verwandte des bolschewistischen Politikers Alexei Rykow, der später im Zuge der stalinistischen Säuberungen hingerichtet wurde. Mit ihr hatte er zwei Söhne, Igor und Juri. 1932 ließ er sich scheiden und heiratete die 18-jährige Ilona Pavla Szondy, die Moravecs dritten Sohn Pavel Emanuel zur Welt brachte. Auch diese Ehe endete mit einer Trennung, Moravec und Szondy ließen sich im Oktober 1938 scheiden. 1942 heiratete Moravec Jolana Emmerová. Sie war Haushälterin seiner zweiten Frau und war erst 16 Jahre alt, als ihre Beziehung zum Bruch der Ehe mit Szondy führte.
Moravec beeinflusste auch seine Söhne. Der älteste Sohn Igor kämpfte an der Ostfront als Freiwilliger bei der SS-Division Totenkopf. Sein jüngerer Bruder Juri diente in der 137. Infanteriedivision der Wehrmacht. Pavel wurde nach der Gründung des Protektorats nach Salzburg zur Schule geschickt und starb dort 1944 bei einem Luftangriff. Igor wurde nach dem Krieg verhaftet, des Verrates und Mordes angeklagt und 1947 hingerichtet. Juri wurde nach dem Krieg zu einer Haftstrafe verurteilt und emigrierte nach seiner Freilassung nach Westdeutschland.

## Urteile über Moravec
Emanuel Moravec war der einflussreichste tschechische Kollaborateur im Zweiten Weltkrieg. Nach dem bekanntesten norwegischen Kollaborateur Vidkun Quisling wird er auch als der „tschechische Quisling“ bezeichnet.
Die deutschen Behörden wussten, dass Moravec von den Tschechen als Verräter gehasst wurde und dass seine propagandistischen Auftritte letztlich wirkungslos waren. Bei der Ernennung von Moravec zum Bildungsminister schrieb Heydrich, dass in der Öffentlichkeit die Ansicht überwiege, Moravec sei Volksverräter, von den Deutschen gekauft, um die Protektoratsregierung von innen zu zersetzen. In einem Bericht des nationalsozialistischen Geheimdienstes SD vom August 1944 heißt es: „Die Politik von Moravec wird in der tschechischen Öffentlichkeit restlos abgelehnt.“
Die tschechischen Historiker haben sich mit Moravec nur selten befasst. Der Historiker Jiří Pernes glaubt, dass auch Scham eine Rolle spielte. „Für die tschechische Gesellschaft war es eine Schande, dass jemand wie Moravec überhaupt existierte.“ Ein weiterer Grund war, dass später, während der kommunistischen Diktatur, nur wenig Interesse an der Aufarbeitung dieses dunklen Kapitels der Geschichte bestand. Jiří Pernes führt aus: „Wäre Moravec während der Mobilisierung des Jahres 1938 erschossen worden, oder wäre er vor dem 15. März 1939 an einem Herzinfarkt oder beim Autounfall gestorben, wäre er in die tschechische Geschichte als eine herausragende Gestalt eingegangen, die sich um die Freiheit und Unabhängigkeit der Tschechoslowakei verdient gemacht hatte.“ Bei der Kollaboration war Moravec nach der Meinung von Pernes nicht von selbstsüchtigen Motiven geleitet. Er fühlte sich berufen, die Nation zu retten und ihre Existenz im „Schoß“ des Dritten Reiches und in Hitlers „Neuem Europa“ zu sichern.
Nach Ansicht des Historikers Jan Tesař gehörte Moravec nicht zu denen, die „mit den Wölfen heulen“. Er war vom starken Wunsch erfüllt „die Nation aufzurütteln, damit sie ihr Schicksal nicht dem Spiel blinder Kräfte überlässt, und damit sie nicht nachlässt, es auch in Krisenzeiten aktiv zu beeinflussen“.
Der Historiker Tomáš Pasák bezeichnete Emanuel Moravec als den Vertreter einer „programmatischen Kollaboration“. Aus „München“ hätte er die radikale „logische“ Konsequenz gezogen: „Wenn nicht gegen sie, dann mit ihnen!“
Im Jahr 2013 porträtierte Daniel Landa Moravec in einem Teil der Fernsehserie „České století“ (Das tschechische Jahrhundert) mit dem Titel „Den po Mnichovu (1938)“ (Der Tag nach München). Im Mittelpunkt des Filmes steht die leidenschaftliche Auseinandersetzung von Moravec mit dem Präsidenten Beneš über dessen Kapitulation vor den Forderungen des Münchener Abkommens.
In dem zweiteiligen biografischen Fernsehfilm „Anatomie zrady“ (Anatomie des Verrats, 2020) wurde Moravec vom Schauspieler Marián Labuda dem Jüngeren (geb. 27. Februar 1974 in Bratislava) dargestellt.

## Bibliografie
- Projevy presidenta T.G. Masaryka k vojsku. Praha 1929. („Reden von Präsident T.G. Masaryk zur Armee“) verfügbar online.
- Válečné možnosti ve střední Evropě a tažení v Habeši. Praha 1935. („Kriegsmöglichkeiten in Mitteleuropa und Feldzug in Abessinien“).verfügbar online.
- Obrana státu. Praha 1936. („Verteidigung des Staates“). verfügbar online.
- Obrana státu - Díl II. Vojáci a doba. Praha 1936. („Verteidigung des Staates – Teil II. Soldaten in unserer Zeit“). verfügbar online.
- V úloze mouřenína - Československá tragédie 1938. Praha 1939 verfügbar online.
  - Deutsche Ausgabe: Das Ende der Benesch-Republik – die tschechoslowakische Krise 1938. Praha 1941. verfügbar online
  - Neuausgabe: Das Ende der Beneš-Republik: Das Münchener Abkommen und die tschechische Kollaboration im Protektorat Böhmen und Mähren. Jungeuropa Verlag, 2023, ISBN 978-3-948145-27-9. Mit einem Nachwort von Antonín Brousek.
- Ve službách nové Evropy - Rok před mikrofonem. Praha 1940. („Im Dienst des neuen Europas – Ein Jahr vor dem Mikrofon“) verfügbar online
- Děje a bludy. Praha 1941. („Tatsachen und Irrtümer“). verfügbar online.
- O smyslu dnešní války. Praha 1941. („Über die Bedeutung des heutigen Krieges“). verfügbar online.
- Tři roky před mikrofonem. Praha 1942. („Drei Jahre vor dem Mikrofon“). verfügbar online.
- O český zítřek. Praha 1943. („Über Tschechiens Zukunft“). verfügbar online.